# BMW E60
| Sterne im Euro-NCAP-Crashtest |

Die Baureihe E60 bezeichnet die fünfte Generation der 5er-Reihe des Automobilherstellers BMW. Der Kombi „Touring“ wird intern als E61 bezeichnet.
Die Baureihe wurde im Juli 2003 als Nachfolger des E39 vorgestellt. Mit dem E60 wurde das Bedienkonzept iDrive im 5er eingeführt, das sich auch in anderen Baureihen des Herstellers findet. Das Fahrzeug wird der oberen Mittelklasse zugeordnet. Meistverkauftes Modell des E60 ist der 530d. Produziert wurde der E60 im BMW-Werk Dingolfing, im ägyptischen Werk der Bavarian Auto Group, welches sich in der Stadt des 6. Oktober befindet, sowie in der Volksrepublik China von der BMW Brilliance Automotive in der Stadt Shenyang.
Im Frühjahr 2010 wurde die Limousine E60 durch das Nachfolgemodell F10 abgelöst, während der Touring E61 nach 277.588 Exemplaren im Herbst 2010 durch den F11 ersetzt wurde.

## Modellgeschichte

### Allgemeines
Die zur Präsentation der Modellreihe verfügbare Limousine trägt die Baureihenbezeichnung E60, während das ab April 2004 gebaute Kombimodell Touring als E61 bezeichnet wird. Das unter Führung von Chris Bangle von Davide Arcangeli gezeichnete Fahrzeug verzichtete auf ein Heck, wie das des 7er der Baureihe E65 mit deutlich aufgesetzter Heckklappe („Bangle-Heck“), welches auf starke Kritik gestoßen war und wartete auch mit gefälligeren Scheinwerfern auf als beim 7er.
Aufgrund der großen Nachfrage und den besonderen Anforderungen wurde für den chinesischen Markt eine Langversion des E60 entwickelt und in den Varianten 523Li, BMW 525Li und BMW 530Li eingeführt. Im 525Li und 530Li gibt es eine neugestaltete hintere Konsole, zu der ein Entertainment-System mit DVD-Player und zwei 8-Zoll-Bildschirmen in den Kopfstützen der Vordersitze gehören, sowie hintere Luftausströmer über dem Kardantunnel. Durch die Verlängerung des Achsabstandes um 140 Millimeter ist die Beinfreiheit im Fond zwischen B- und C-Säule größer.
Ab Anfang 2005 war der M5 mit einem 5,0-l-V10-Motor als Limousine erhältlich. Dessen Kombiversion wurde mit der im Frühjahr 2007 erfolgten Überarbeitung eingeführt.
Allradantrieb (mit der Bezeichnung xi bzw. xd; seit September 2008 i xDrive bzw. d xDrive) war in beiden Karosserieversionen lieferbar.

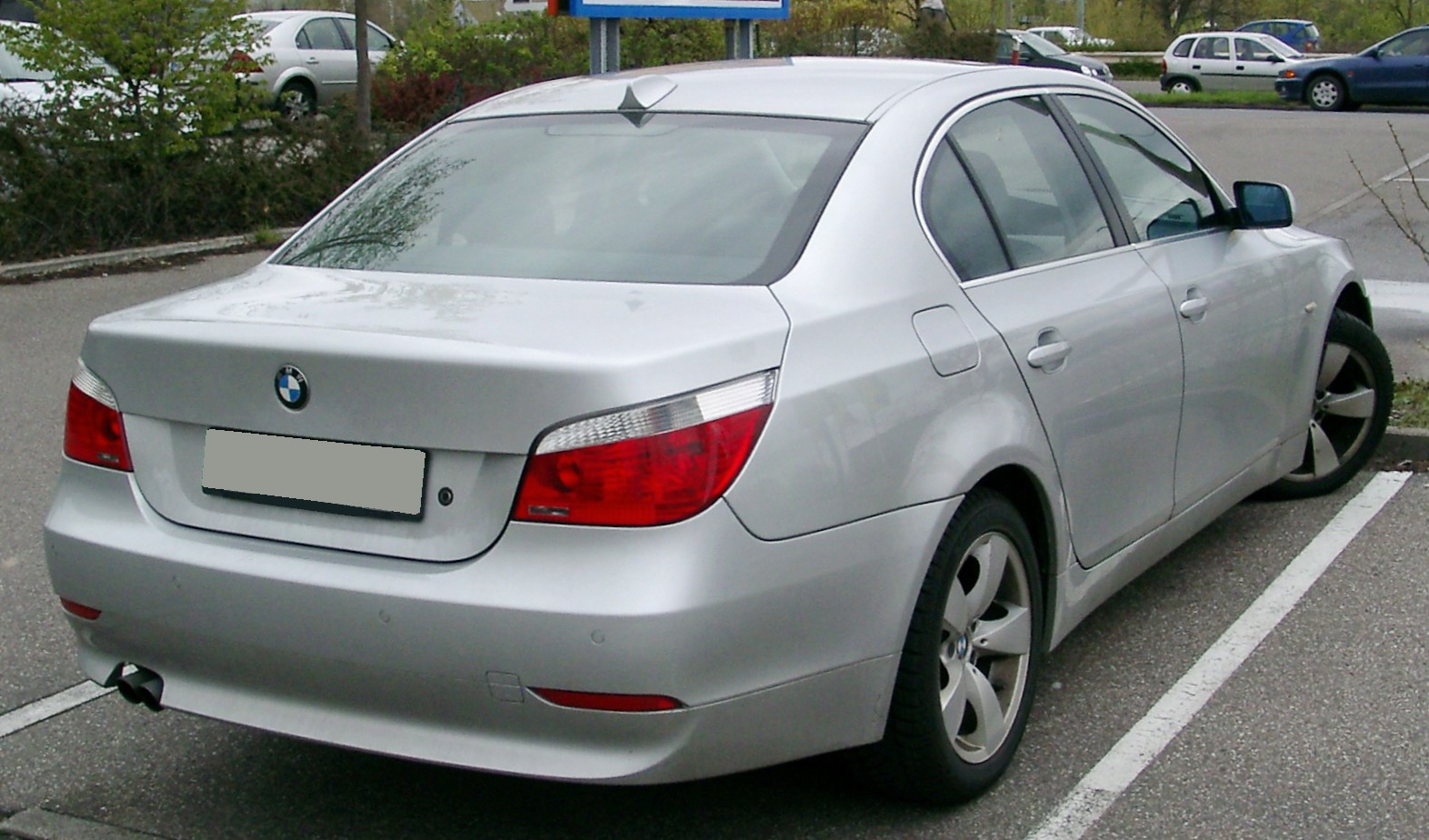
Heckansicht
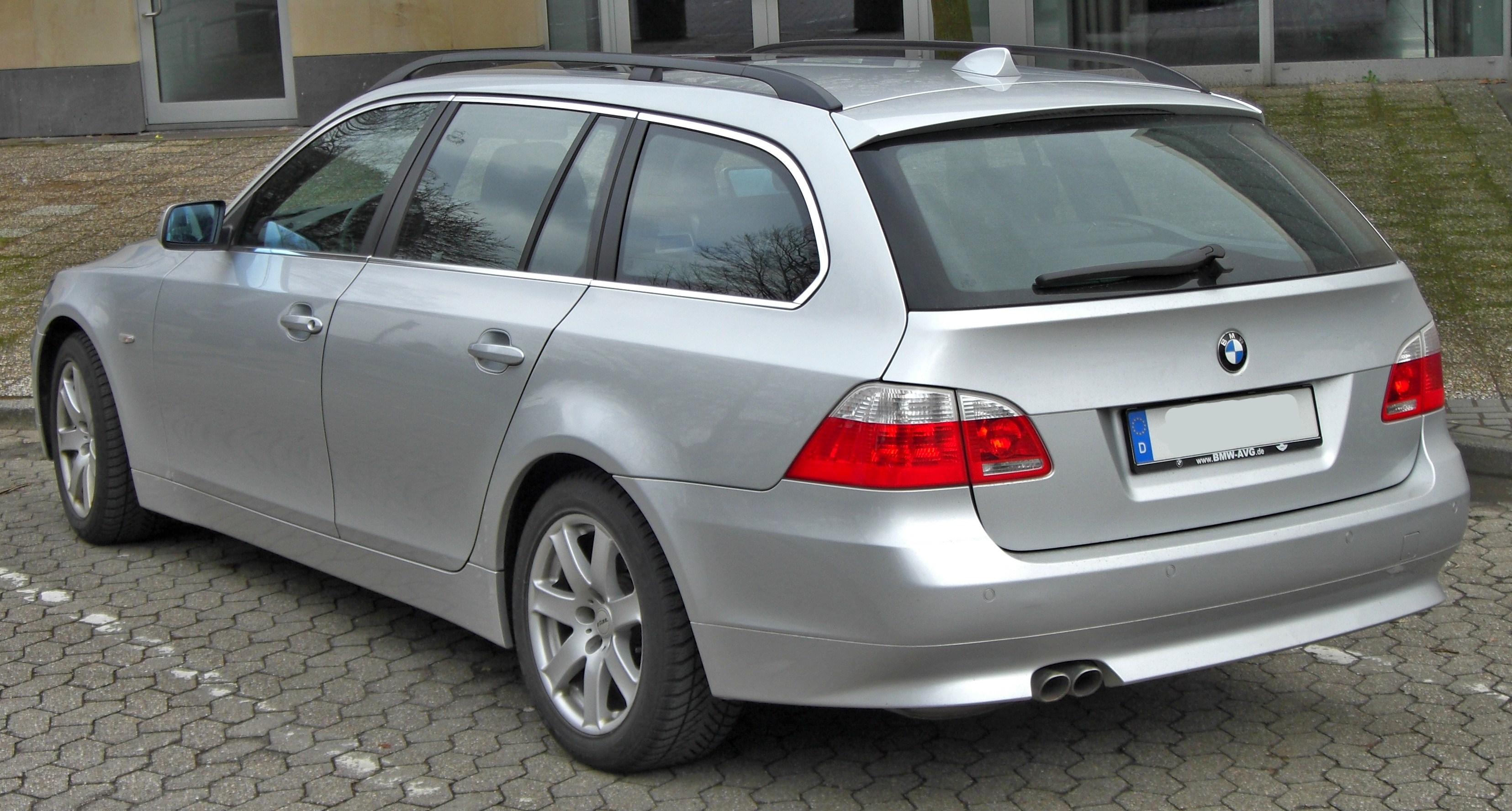
BMW 5er Touring (2004–2007)
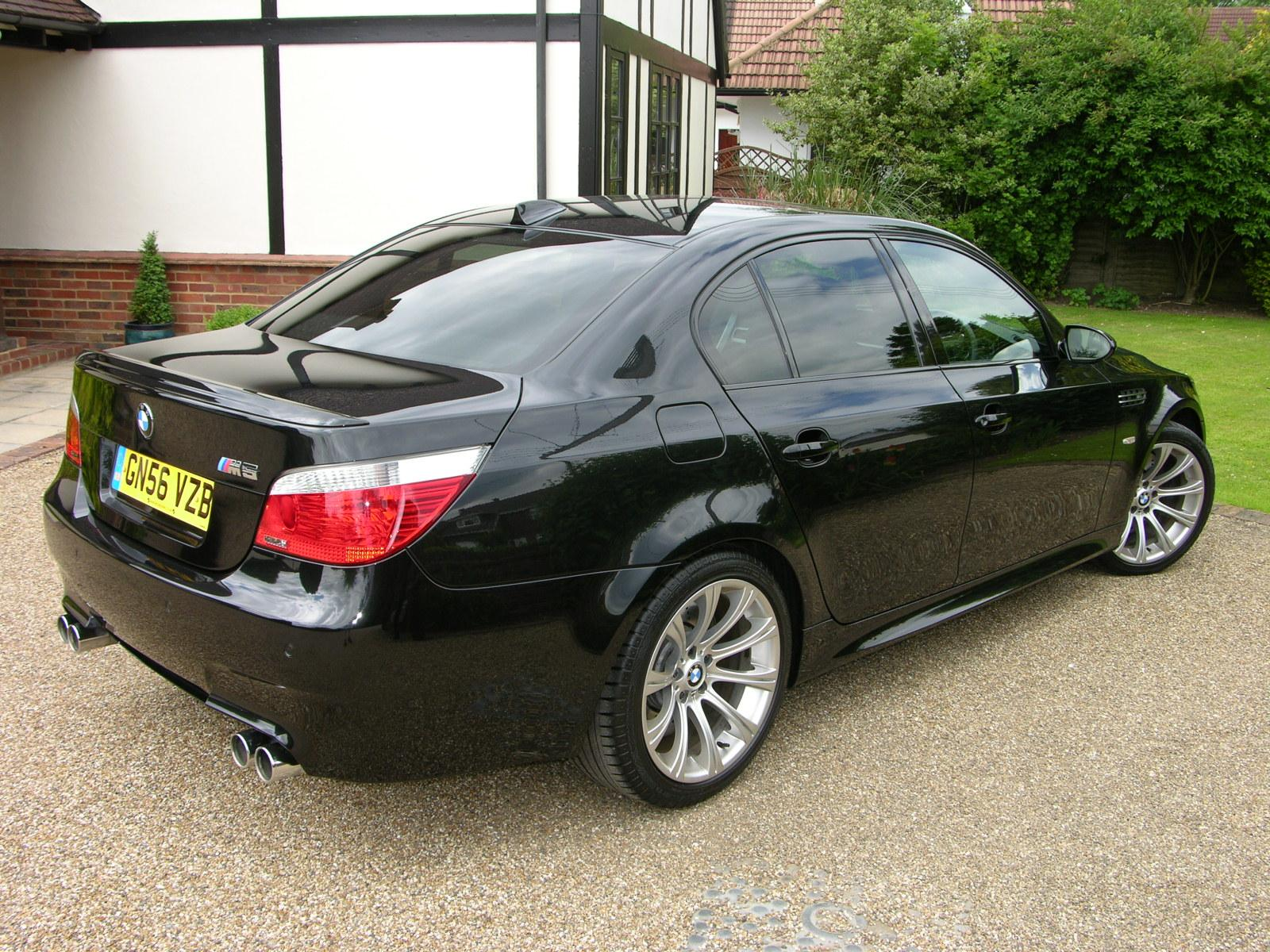
BMW M5 (2005–2007)
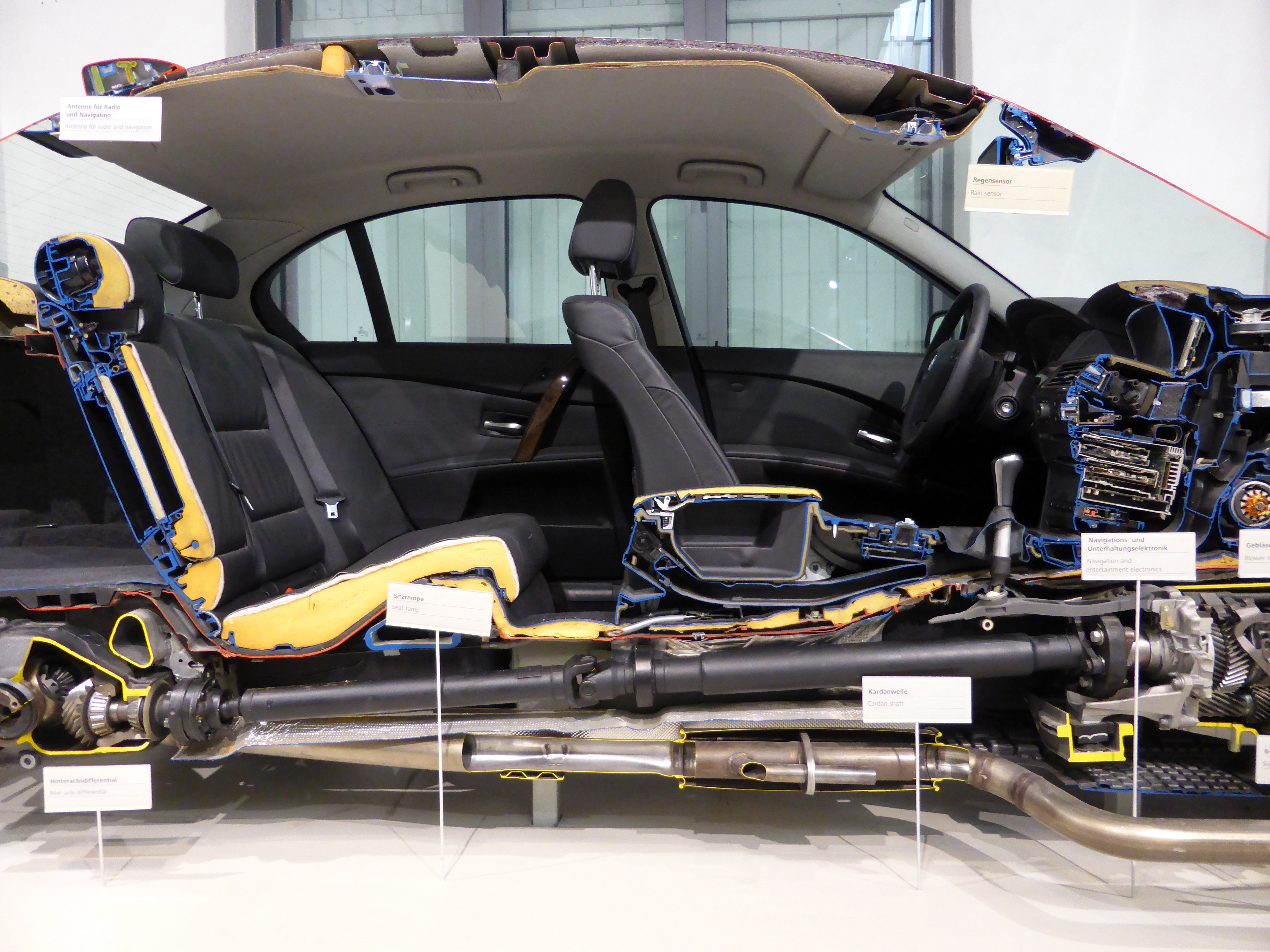
Schnittmodell 530d (2009).

### Karosserie und Fahrwerk

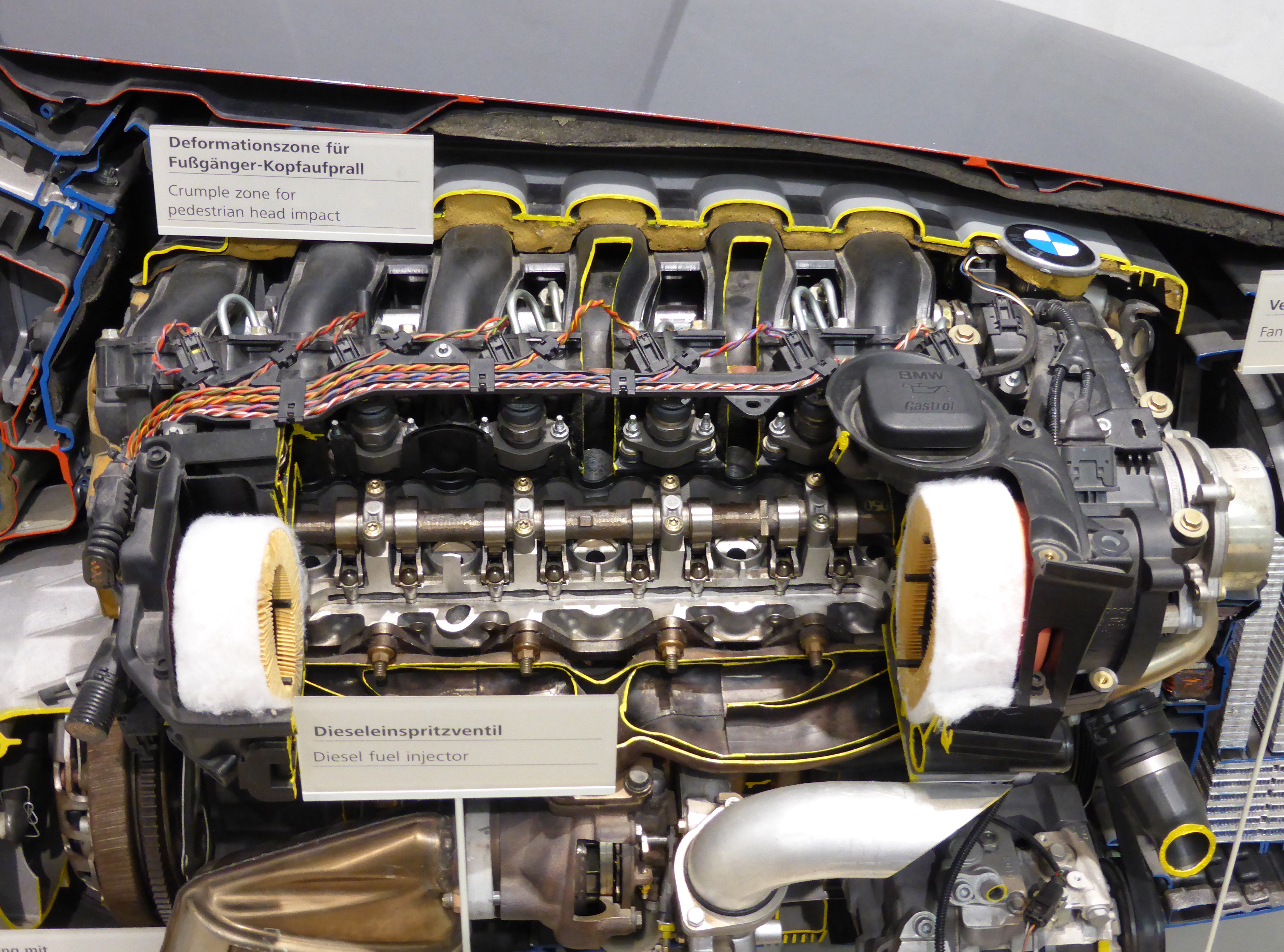
Schnitt des oberen vorderen Bereichs eines E60,
Deutsches Technikmuseum Berlin

Eine Besonderheit des E60 ist der gewichtsreduzierte Aluminium-Vorderwagen (GRAV). Wie seinerzeit beim Porsche 928 wurde hier der Vorderwagen aus Aluminium gefertigt, während die Fahrgastzelle und der Hinterwagen aus Stahl bestehen. Durch die Gewichtseinsparung im vorderen Fahrzeugteil wird eine Achslastverteilung von 50 : 50 erreicht.
Beide Achsen sind in Aluminiumbauweise ausgeführt. Vorn hat der E60 eine Doppelgelenk-Zugstreben-Federbeinachse, hinten eine Mehrlenkerachse. Das Fahrzeug hat eine Zahnstangenlenkung.

#### Sicherheit
Alle BMW E60 haben neben ABS (mit Bremsassistent und Cornering Brake Control) Gurtstraffer, ein ESP mit Antriebsschlupfregelung (bei BMW Dynamische Stabilitäts-Control, abschaltbar, DSC bzw. Dynamische Traktions-Control, DTC genannt). Eine Reifen-Pannen-Anzeige (RPA) erkennt anhand von Drehzahlunterschieden der Räder Veränderungen im Luftdruck eines oder mehrerer Reifen und warnt den Fahrer mit einer Leuchte. Weiter hat der E60 insgesamt sechs Airbags (Fahrer/Beifahrer, zwei Seitenairbags und durchgehende Kopfairbags). Mit der Modellpflege im Jahr 2007 waren auch Seitenairbags für die Fondpassagiere erhältlich, seit Herbst desselben Jahres gehörten crashaktive Kopfstützen zur Serienausstattung.
Beim Euro-NCAP-Crashtest im Jahr 2004 erhielt er bei der Beurteilung der Insassensicherheit vier Sterne (29 Punkte) und bei der Kindersicherheit vier Sterne von fünf möglichen (42 Punkte). Die Fußgängersicherheit wurde mit zwei Punkten und einem von vier möglichen Sternen eingestuft.
Nachdem eine schwedische Autozeitung die Sicherheit eines vollbeladenen 523i bemängelte, der beim Elchtest gefährliches Ausbrechen aufwies, wurde die Redaktion nach München auf das Testgelände eingeladen. Dort machte man dann gemeinsam einen Elch- und Spurwechseltest. Das gefährliche Ausbrechen begründete BMW damit, dass das ESP einen leichten Heckschwenk zulasse und erst dann eingreife.

#### Lichttechnik
Der BMW E60 hat optional adaptives Bremslicht und adaptives Kurvenlicht. Ab Frühjahr 2007 gab es zusätzlich Tagfahrlicht über Coronaringe und ab Herbst 2007 Abbiegelicht sowie Rückleuchten in LED-Technik. Der aufpreispflichtige Fernlichtassistent schaltet das Fernlicht automatisch ein oder aus und beugt so einer Blendung des Gegenverkehrs vor.
Ab März 2005 wurde bei den Xenon-Scheinwerfer von D2S auf D1S umgerüstet, auch das Vorschaltgerät für den Xenonbrenner wurde geändert.

### Fahrassistenzsysteme

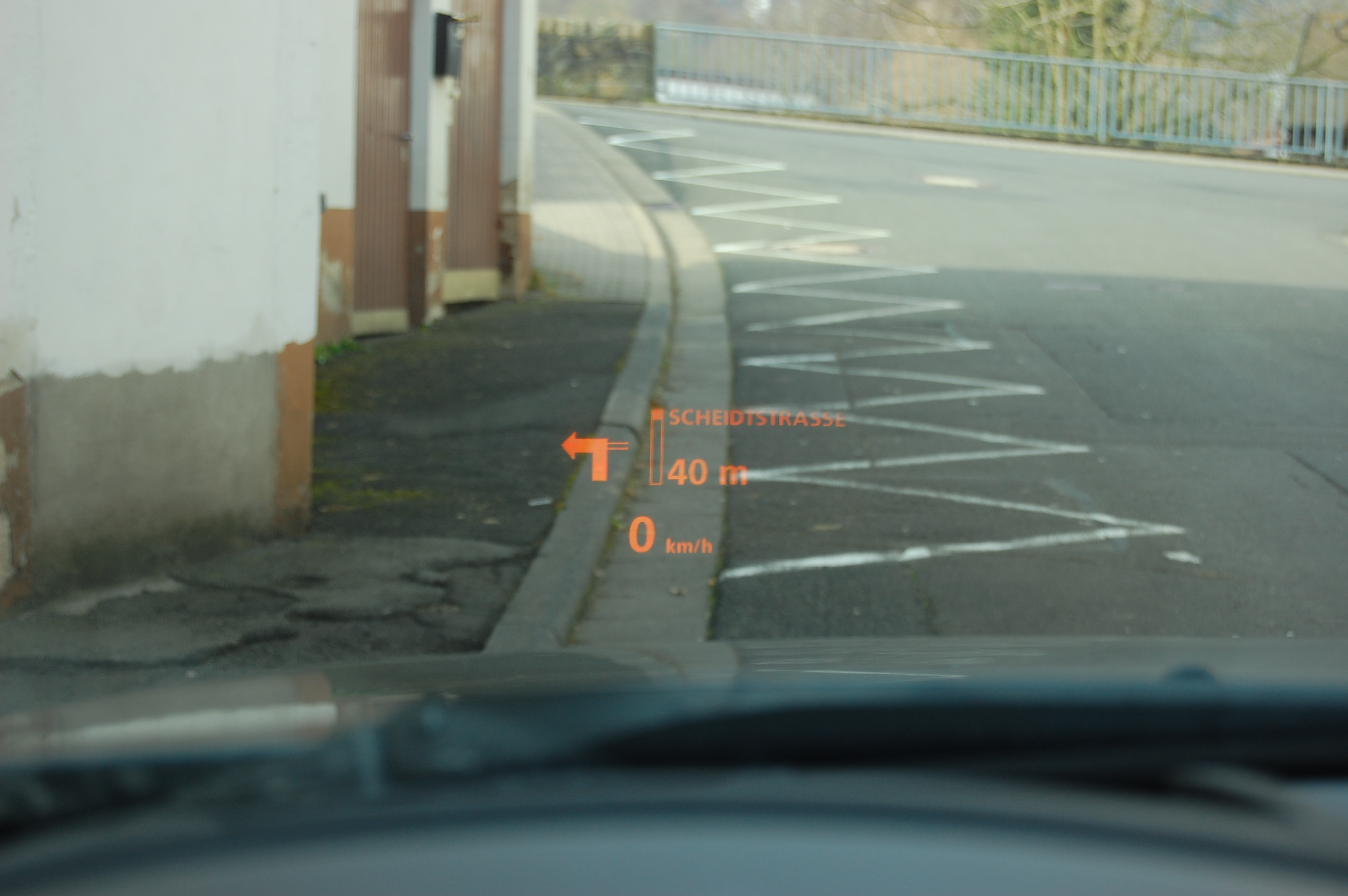
HUD eines E60

Ein Head-Up-Display (HUD) projiziert Informationen an die Windschutzscheibe, so dass der Fahrer zum Ablesen der Geschwindigkeit oder der Route nicht mehr den Blick von der Straße abwenden muss.
Als Sonderausstattung war auch BMW NightVision (Nachtsicht-Assistent) erhältlich. Anders als in der Mercedes-Benz S-Klasse (dort wird ein Nahinfrarotsystem von Bosch mit aktiver Infrarotbeleuchtung eingesetzt), setzt BMW auf passive Wärmebildtechnik. Wärmestrahlung von Objekten und Personen wird von einer Kamera in der Frontschürze aufgenommen und im Display des iDrive dargestellt.
Ab 70 km/h warnt dieses System per Vibration im Lenkrad vor einem drohenden Verlassen der Fahrspur. Dabei erkennt eine Kamera im Innenspiegel vorhandene und gut sichtbare Fahrbahnmarkierungen. Wird eine Fahrstreifenmarkierung erkannt, signalisiert das System die Warnbereitschaft. Über eine Lenkradtaste kann das System ein- oder ausgeschaltet werden. Die jeweils zuletzt gewählte Einstellung bleibt für die nächste Fahrt gespeichert. In Baustellensituationen mit teilweise uneindeutigem Markierungsverlauf schaltet sich das System automatisch inaktiv, um sich danach automatisch wieder zu aktivieren.

### Unterhaltung
Für den E60 gibt es verschiedene Entertainmentmöglichkeiten, zum Beispiel das Navigationssystem Professional mit einem 8,8-Zoll-Bildschirm sowie ein DVD-Laufwerk. Auch ein DAB-Tuner für Digitalradioempfang sowie ein DVB-T-Tuner für Fernsehempfang ist erhältlich. Das Audiosignal kann über das optionale LOGIC7-Soundsystem von harman/kardon mit 13 Lautsprechern inklusive zwei Subwoofern unter den Frontsitzen wiedergegeben werden; es ermöglicht eine verzerrungsfreie Wiedergabe bis zu 110 db(A). Das System nutzt eine 360°-Klangbühne und unterstützt auch MP3 mit ID3-Tags. Zum Verstärker (neun Kanäle, 420 Watt) erfolgt die Signalübertragung über eine MOST-Bus-Schnittstelle.
Darüber hinaus gibt es nun auch das Soundsystem Individual mit 16 Lautsprechern und 825 Watt Leistung.

### Behördenfahrzeuge Polizei / Bundespolizei
Wie bereits das Vorgängermodell E39 wurde auch der E60/E61 werkseitg in einer Behördenversion (werksintern "Einsatzfahrzeug offen") angeboten und in größeren Stückzahlen von der deutschen Polizei (u. a. Polizei Bayern, Polizei Berlin) und der Bundespolizei als Streifenwagen beschafft. Zum Großteil handelte es sich dabei um die Modelle 525d oder 520d. Diese E60/E61 Streifenwagen wurden ab Werk im Farbton "titansilber metallic" und je nach Behörde mit grüner oder blauer Folierung ausgeliefert. Die Behördenversion beinhaltete eine Sondersignalanlage vom Typ Hella RTK-6, eine erweiterte Energieversorgung (leistungsstärkere Lichtmaschine, Zusatzbatterie, zusätzliche 12V Steckdosen), die Vorbereitung für das Behörden Funksystem, ein massives Kofferraumtrenngitter sowie diverse Halterungen für die Polizeiausrüstung. Die Bereitschaftspolizei beschaffte zudem deutschlandweit eine Flotte von 520d Tourings als bundeseinheitliche Führungsfahrzeuge.

## Motorisierungen
- Ab September 2005 bot die BMW Group Großkunden Flottenmodelle BMW 520d und 525d an. Dem Serienfahrzeug in Technik und Ausstattung gleich, beinhalteten sie als Edition Fleet geänderte Motorvarianten. Statt 120 kW (163 PS) bzw. 130 kW (177 PS) leistete das Flotten-Modell nur noch 110 kW (150 PS) bzw. 120 kW (163 PS). Bei diesen Modellen handelte es sich jeweils um den identischen Motor wie in der Standardvariante. Die Leistungsreduktion wird lediglich durch eine Änderung bestimmter Parameter in der Software des Motorsteuergerätes (Bosch EDC16) bewirkt.

- Ab September 2008 wurde diese Edition Fleet auch für Privatkäufer als Special Edition angeboten.

### Ottomotoren
| Modell           | Karosserie | Antriebsart      | Motorbauart | Motorcode | Hubraum  | Verbrauch, CO2-Ausstoß (Limous., Hinterradantr.) | Leistung                       | Drehmoment                 | Beschleunigung 0–100 km/h | Höchstgeschwindigkeit       | Bauzeit         |
| ---------------- | ---------- | ---------------- | ----------- | --------- | -------- | ------------------------------------------------ | ------------------------------ | -------------------------- | ------------------------- | --------------------------- | --------------- |
| 520i             | Limousine  | Hinterradantrieb | R4          | N43B20OL  | 1995 cm³ | –                                                | 125 kW (170 PS) bei 6700 min−1 | 210 Nm bei 4250 min−1      | 8,7 s [9,6 s]             | 224 km/h [224 km/h]         | 09/2007–09/2010 |
| 520i             | Touring    | Hinterradantrieb | R4          | N43B20OL  | 1995 cm³ | –                                                | 125 kW (170 PS) bei 6700 min−1 | 210 Nm bei 4250 min−1      | 9,0 s [10,0 s]            | 220 km/h [219 km/h]         | 09/2007–09/2010 |
| 520i             | Limousine  | Hinterradantrieb | R6          | M54B22    | 2171 cm³ | 9,1 l/100 km 219 g/km                            | 125 kW (170 PS) bei 6100 min−1 | 210 Nm bei 3500 min−1      | 9,0 s [9,9 s]             | 230 km/h [226 km/h]         | 07/2003–07/2005 |
| 523i             | Limousine  | Hinterradantrieb | R6          | N52B25UL  | 2497 cm³ | 8,5 l/100 km 205 g/km                            | 130 kW (177 PS) bei 5800 min−1 | 230 Nm bei 3500–5000 min−1 | 8,5 s [9,3 s]             | 235 km/h [232 km/h]         | 07/2005–01/2007 |
| 523i             | Touring    | Hinterradantrieb | R6          | N52B25UL  | 2497 cm³ | 8,5 l/100 km 205 g/km                            | 130 kW (177 PS) bei 5800 min−1 | 230 Nm bei 3500–5000 min−1 | 8,8 s [9,5 s]             | 227 km/h [224 km/h]         | 07/2005–01/2007 |
| 523i             | Limousine  | Hinterradantrieb | R6          | N53B25    | 2497 cm³ | –                                                | 140 kW (190 PS) bei 6300 min−1 | 235 Nm bei 3500 min−1      | 8,3 s [8,8 s]             | 235 km/h [234 km/h]         | 01/2007–08/2007 |
| 523i             | Touring    | Hinterradantrieb | R6          | N53B25    | 2497 cm³ | –                                                | 140 kW (190 PS) bei 6300 min−1 | 235 Nm bei 3500 min−1      | 8,6 s [9,2 s]             | 229 km/h [228 km/h]         | 01/2007–08/2007 |
| 523i             | Limousine  | Hinterradantrieb | R6          | N53B25UL  | 2497 cm³ | 7,3 l/100 km 174 g/km                            | 140 kW (190 PS) bei 6100 min−1 | 240 Nm bei 3500–5000 min−1 | 8,2 s [8,7 s]             | 237 km/h [236 km/h]         | 09/2007–09/2010 |
| 523i             | Touring    | Hinterradantrieb | R6          | N53B25UL  | 2497 cm³ | 7,3 l/100 km 174 g/km                            | 140 kW (190 PS) bei 6100 min−1 | 240 Nm bei 3500–5000 min−1 | 8,5 s [9,1 s]             | 230 km/h [229 km/h]         | 09/2007–09/2010 |
| 525i             | Limousine  | Hinterradantrieb | R6          | M54B25    | 2497 cm³ | –                                                | 141 kW (192 PS) bei 6000 min−1 | 245 Nm bei 3500 min−1      | 7,9 s [8,7 s]             | 238 km/h [233 km/h]         | 07/2003–07/2005 |
| 525i             | Touring    | Hinterradantrieb | R6          | M54B25    | 2497 cm³ | –                                                | 141 kW (192 PS) bei 6000 min−1 | 245 Nm bei 3500 min−1      | 8,2 s [8,8 s]             | 232 km/h [229 km/h]         | 07/2003–07/2005 |
| 525i/xi          | Limousine  | Hinterradantrieb | R6          | N52B25OL  | 2497 cm³ | 8,7 l/100 km 210 g/km                            | 160 kW (218 PS) bei 6500 min−1 | 250 Nm bei 2750 min−1      | 7,5 s [7,9 s]             | 245 km/h [242 km/h]         | 07/2005–01/2007 |
| 525i/xi          | Limousine  | xDrive           | R6          | N52B25OL  | 2497 cm³ | 8,7 l/100 km 210 g/km                            | 160 kW (218 PS) bei 6500 min−1 | 250 Nm bei 2750 min−1      | 8,3 s [8,4 s]             | 237 km/h [232 km/h]         | 07/2005–01/2007 |
| 525i/xi          | Touring    | Hinterradantrieb | R6          | N52B25OL  | 2497 cm³ | 8,7 l/100 km 210 g/km                            | 160 kW (218 PS) bei 6500 min−1 | 250 Nm bei 2750 min−1      | 7,8 s [8,3 s]             | 240 km/h [237 km/h]         | 07/2005–01/2007 |
| 525i/xi          | Touring    | xDrive           | R6          | N52B25OL  | 2497 cm³ | 8,7 l/100 km 210 g/km                            | 160 kW (218 PS) bei 6500 min−1 | 250 Nm bei 2750 min−1      | 8,5 s [8,6 s]             | 233 km/h [230 km/h]         | 07/2005–01/2007 |
| 525i/xi          | Limousine  | Hinterradantrieb | R6          | N53B30UL  | 2996 cm³ | -                                                | 160 kW (218 PS) bei 6100 min−1 | 270 Nm bei 2400–4200 min−1 | 7,1 s [7,7 s]             | 248 km/h [246 km/h]         | 01/2007–09/2010 |
| 525i/xi          | Limousine  | xDrive           | R6          | N53B30UL  | 2996 cm³ | -                                                | 160 kW (218 PS) bei 6100 min−1 | 270 Nm bei 2400–4200 min−1 | 8,5 s [8,6 s]             | 240 km/h [234 km/h]         | 01/2007–09/2010 |
| 525i/xi          | Touring    | Hinterradantrieb | R6          | N53B30UL  | 2996 cm³ | -                                                | 160 kW (218 PS) bei 6100 min−1 | 270 Nm bei 2400–4200 min−1 | 7,4 s [7,9 s]             | 243 km/h [241 km/h]         | 01/2007–09/2010 |
| 525i/xi          | Touring    | xDrive           | R6          | N53B30UL  | 2996 cm³ | -                                                | 160 kW (218 PS) bei 6100 min−1 | 270 Nm bei 2400–4200 min−1 | 8,2 s [8,5 s]             | 233 km/h [230 km/h]         | 01/2007–09/2010 |
| 530i             | Limousine  | Hinterradantrieb | R6          | M54B30    | 2979 cm³ | –                                                | 170 kW (231 PS) bei 5900 min−1 | 300 Nm bei 3500 min−1      | 6,9 s [7,1 s]             | 250 km/h (4) [245 km/h]     | 07/2003–07/2005 |
| 530i             | Touring    | Hinterradantrieb | R6          | M54B30    | 2979 cm³ | –                                                | 170 kW (231 PS) bei 5900 min−1 | 300 Nm bei 3500 min−1      | 7,0 s [7,3 s]             | 248 km/h [245 km/h]         | 07/2003–07/2005 |
| 530i/xi          | Limousine  | Hinterradantrieb | R6          | N52B30    | 2996 cm³ | –                                                | 190 kW (258 PS) bei 6600 min−1 | 300 Nm bei 2500–4000 min−1 | 6,5 s [6,7 s]             | 250 km/h (4) [250 km/h]     | 07/2005–01/2007 |
| 530i/xi          | Limousine  | xDrive           | R6          | N52B30    | 2996 cm³ | –                                                | 190 kW (258 PS) bei 6600 min−1 | 300 Nm bei 2500–4000 min−1 | 6,8 s [7,1 s]             | 250 km/h (4) [248 km/h]     | 07/2005–01/2007 |
| 530i/xi          | Touring    | Hinterradantrieb | R6          | N52B30    | 2996 cm³ | –                                                | 190 kW (258 PS) bei 6600 min−1 | 300 Nm bei 2500–4000 min−1 | 6,6 s [6,9 s]             | 250 km/h (4) [250 km/h] (4) | 07/2005–01/2007 |
| 530i/xi          | Touring    | xDrive           | R6          | N52B30    | 2996 cm³ | –                                                | 190 kW (258 PS) bei 6600 min−1 | 300 Nm bei 2500–4000 min−1 | 7,0 s [7,4 s]             | 248 km/h [245 km/h]         | 07/2005–01/2007 |
| 530i/xi          | Limousine  | Hinterradantrieb | R6          | N53B30OL  | 2996 cm³ | –                                                | 200 kW (272 PS) bei 6700 min−1 | 320 Nm bei 2750–3000 min−1 | 6,3 s [6,5 s]             | 250 km/h (4) [250 km/h] (4) | 01/2007–09/2010 |
| 530i/xi          | Limousine  | xDrive           | R6          | N53B30OL  | 2996 cm³ | –                                                | 200 kW (272 PS) bei 6700 min−1 | 320 Nm bei 2750–3000 min−1 | 6,6 s [6,8 s]             | 250 km/h (4) [250 km/h] (4) | 01/2007–09/2010 |
| 530i/xi          | Touring    | Hinterradantrieb | R6          | N53B30OL  | 2996 cm³ | –                                                | 200 kW (272 PS) bei 6700 min−1 | 320 Nm bei 2750–3000 min−1 | 6,5 s [6,8 s]             | 250 km/h (4) [250 km/h] (4) | 01/2007–09/2010 |
| 530i/xi          | Touring    | xDrive           | R6          | N53B30OL  | 2996 cm³ | –                                                | 200 kW (272 PS) bei 6700 min−1 | 320 Nm bei 2750–3000 min−1 | 6,9 s [7,1 s]             | 246 km/h [244 km/h]         | 01/2007–09/2010 |
| 535i (1) (2) (3) | Limousine  | Hinterradantrieb | R6          | N54B30    | 2979 cm³ | –                                                | 225 kW (306 PS) bei 5800 min−1 | 400 Nm bei 1300–5000 min−1 | 6,1 s [6,2 s]             | 250 km/h (4) [250 km/h] (4) | 01/2007–09/2010 |
| 540i (3)         | Limousine  | Hinterradantrieb | V8          | N62B40    | 4000 cm³ | –                                                | 225 kW (306 PS) bei 6300 min−1 | 390 Nm bei 3500 min−1      | 6,1 s [6,2 s]             | 250 km/h (4) [250 km/h] (4) | 07/2005–09/2010 |
| 545i             | Limousine  | Hinterradantrieb | V8          | N62B44    | 4398 cm³ | –                                                | 245 kW (333 PS) bei 6100 min−1 | 450 Nm bei 3600 min−1      | 5,8 s [5,9 s]             | 250 km/h (4) [250 km/h] (4) | 07/2003–07/2005 |
| 545i             | Touring    | Hinterradantrieb | V8          | N62B44    | 4398 cm³ | –                                                | 245 kW (333 PS) bei 6100 min−1 | 450 Nm bei 3600 min−1      | 5,9 s [6,0 s]             | 250 km/h (4) [250 km/h] (4) | 07/2003–07/2005 |
| 550i             | Limousine  | Hinterradantrieb | V8          | N62B48    | 4799 cm³ | –                                                | 270 kW (367 PS) bei 6300 min−1 | 490 Nm bei 3400 min−1      | 5,2 s [5,3 s]             | 250 km/h (4) [250 km/h] (4) | 07/2005–09/2010 |
| 550i             | Touring    | Hinterradantrieb | V8          | N62B48    | 4799 cm³ | –                                                | 270 kW (367 PS) bei 6300 min−1 | 490 Nm bei 3400 min−1      | 5,3 s [5,4 s]             | 250 km/h (4) [250 km/h] (4) | 07/2005–09/2010 |
| M5               | Limousine  | Hinterradantrieb | V10         | S85B50    | 4999 cm³ | –                                                | 373 kW (507 PS) bei 7750 min−1 | 520 Nm bei 6100 min−1      | [4,7 s]                   | 250 km/h [250 km/h]         | 07/2005–09/2010 |
| M5               | Touring    | Hinterradantrieb | V10         | S85B50    | 4999 cm³ | –                                                | 373 kW (507 PS) bei 7750 min−1 | 520 Nm bei 6100 min−1      | [4,8 s]                   | 250 km/h (4) [250 km/h] (4) | 07/2005–09/2010 |

* Werte in eckigen Klammern [ ] gelten für Automatikgetriebe

### Dieselmotoren
| Modell             | Karosserie | Antriebsart                    | Motorbauart | Motorcode   | Hubraum  | Verbrauch CO2-Ausstoß                         | Leistung                       | Drehmoment                 | Beschleunigung 0–100 km/h | Höchstgeschwindigkeit   | Bauzeit         |
| ------------------ | ---------- | ------------------------------ | ----------- | ----------- | -------- | --------------------------------------------- | ------------------------------ | -------------------------- | ------------------------- | ----------------------- | --------------- |
| 520d               | Limousine  | Hinterradantrieb               | R4          | M47D20TÜ2   | 1995 cm³ | 5,9 l/100 km 158 g/km                         | 120 kW (163 PS) bei 4000 min−1 | 340 Nm bei 2000–2750 min−1 | 8,7 s [8,9 s]             | 224 km/h [219 km/h]     | 07/2005–09/2007 |
| 520d               | Touring    | Hinterradantrieb               | R4          | M47D20TÜ2   | 1995 cm³ | –                                             | 120 kW (163 PS) bei 4000 min−1 | 340 Nm bei 2000–2750 min−1 | 8,9 s [9,1 s]             | 220 km/h [218 km/h]     | 07/2005–09/2007 |
| 520d Edition Fleet | Limousine  | Hinterradantrieb               | R4          | N47D20      | 1995 cm³ | –                                             | 120 kW (163 PS) bei 4000 min−1 | 350 Nm bei 1750–2500 min−1 | 8,5 s [8,6 s]             | 227 km/h [225 km/h]     | 09/2008–09/2010 |
| 520d Edition Fleet | Touring    | Hinterradantrieb               | R4          | N47D20      | 1995 cm³ | –                                             | 120 kW (163 PS) bei 4000 min−1 | 350 Nm bei 1750–2500 min−1 | 8,7 s [8,9 s]             | 220 km/h [220 km/h]     | 09/2008–09/2010 |
| 520d               | Limousine  | Hinterradantrieb               | R4          | N47D20      | 1995 cm³ | 5,1 l/100 km 136 g/km [5,6 l/100 km 149 g/km] | 130 kW (177 PS) bei 4000 min−1 | 350 Nm bei 1750–3000 min−1 | 8,3 s [8,4 s]             | 231 km/h [229 km/h]     | 09/2007–09/2010 |
| 520d               | Touring    | Hinterradantrieb               | R4          | N47D20      | 1995 cm³ | [5,8 l/100 km 154 g/km]                       | 130 kW (177 PS) bei 4000 min−1 | 350 Nm bei 1750–3000 min−1 | 8,5 s [8,6 s]             | 224 km/h [224 km/h]     | 09/2007–09/2010 |
| 525d               | Limousine  | Hinterradantrieb               | R6          | M57D25TÜ    | 2497 cm³ | 6,8 l/100 km 179 g/km                         | 130 kW (177 PS) bei 4000 min−1 | 400 Nm bei 2000–2750 min−1 | 8,1 s [8,3 s]             | 230 km/h [227 km/h]     | 06/2004–01/2007 |
| 525d               | Touring    | Hinterradantrieb               | R6          | M57D25TÜ    | 2497 cm³ | –                                             | 130 kW (177 PS) bei 4000 min−1 | 400 Nm bei 2000–2750 min−1 | 8,3 s [8,5 s]             | 225 km/h [222 km/h]     | 06/2004–01/2007 |
| 525d Edition Fleet |            | Hinterradantrieb               | R6          | M57D25      | 2497 cm³ | –                                             | 120 kW (163 PS) bei 4000 min−1 | 350 Nm bei 1750–2500 min−1 |                           |                         |                 |
| 525d/xd            | Limousine  | Hinterradantrieb               | R6          | M57D30UL    | 2993 cm³ | [6,5 l/100 km 176 g/km]                       | 145 kW (197 PS) bei 4000 min−1 | 400 Nm bei 1300–3250 min−1 | 7,6 s [7,7 s]             | 237 km/h [235 km/h]     | 01/2007–09/2010 |
| 525d/xd            | Limousine  | xDrive                         | R6          | M57D30UL    | 2993 cm³ | –                                             | 145 kW (197 PS) bei 4000 min−1 | 400 Nm bei 1300–3250 min−1 | 7,8 s [7,9 s]             | 232 km/h [230 km/h]     | 01/2007–09/2010 |
| 525d/xd            | Touring    | Hinterradantrieb               | R6          | M57D30UL    | 2993 cm³ | [6,6 l/100 km 171 g/km]                       | 145 kW (197 PS) bei 4000 min−1 | 400 Nm bei 1300–3250 min−1 | 7,8 s [7,9 s]             | 232 km/h [232 km/h]     | 01/2007–09/2010 |
| 525d/xd            | Touring    | xDrive                         | R6          | M57D30UL    | 2993 cm³ | –                                             | 145 kW (197 PS) bei 4000 min−1 | 400 Nm bei 1300–3250 min−1 | 8,1 s [8,3 s]             | 228 km/h [228 km/h]     | 01/2007–09/2010 |
| 530d               | Limousine  | Hinterradantrieb               | R6          | M57D30TÜ    | 2993 cm³ | –                                             | 160 kW (218 PS) bei 4000 min−1 | 500 Nm bei 2000–2750 min−1 | 7,1 s [7,3 s]             | 245 km/h [243 km/h]     | 07/2003–07/2005 |
| 530d               | Touring    | Hinterradantrieb               | R6          | M57D30TÜ    | 2993 cm³ | –                                             | 160 kW (218 PS) bei 4000 min−1 | 500 Nm bei 2000–2750 min−1 | 7,2 s [7,4 s]             | 242 km/h [240 km/h]     | 07/2003–07/2005 |
| 530d               | Limousine  | Hinterradantrieb               | R6          | M57D30OL    | 2993 cm³ | –                                             | 170 kW (231 PS) bei 4000 min−1 | 500 Nm bei 1750–3000 min−1 | 6,8 s [6,9 s]             | 250 km/h [247 km/h]     | 07/2005–01/2007 |
| 530d               | Touring    | Hinterradantrieb               | R6          | M57D30OL    | 2993 cm³ | –                                             | 170 kW (231 PS) bei 4000 min−1 | 500 Nm bei 1750–3000 min−1 | 7,0 s [7,1 s]             | 243 km/h [241 km/h]     | 07/2005–01/2007 |
| 530d/xd            | Limousine  | Hinterradantrieb               | R6          | M57D30OLTÜ  | 2993 cm³ | [6,6 l/100 km 176 g/km]                       | 173 kW (235 PS) bei 4000 min−1 | 500 Nm bei 1750–3000 min−1 | 6,7 s [6,8 s]             | 250 km/h (1) [248 km/h] | 01/2007–09/2010 |
| 530d/xd            | Limousine  | xDrive                         | R6          | M57D30OLTÜ  | 2993 cm³ | –                                             | 173 kW (235 PS) bei 4000 min−1 | 500 Nm bei 1750–3000 min−1 | 6,6 s [6,8 s]             | 242 km/h [240 km/h]     | 01/2007–09/2010 |
| 530d/xd            | Touring    | Hinterradantrieb               | R6          | M57D30OLTÜ  | 2993 cm³ | [6,8 l/100 km 180 g/km]                       | 173 kW (235 PS) bei 4000 min−1 | 500 Nm bei 1750–3000 min−1 | 6,9 s [7,0 s]             | 245 km/h [243 km/h]     | 01/2007–09/2010 |
| 530d/xd            | Touring    | xDrive                         | R6          | M57D30OLTÜ  | 2993 cm³ | –                                             | 173 kW (235 PS) bei 4000 min−1 | 500 Nm bei 1750–3000 min−1 | 6,8 s [7,0 s]             | 235 km/h [233 km/h]     | 01/2007–09/2010 |
| 535d               | Limousine  | Hinterradantrieb nur Automatik | R6          | M57D30TOP   | 2993 cm³ | –                                             | 200 kW (272 PS) bei 4400 min−1 | 560 Nm bei 2000–2250 min−1 | [6,5 s]                   | [250 km/h]              | 09/2004–01/2007 |
| 535d               | Touring    | Hinterradantrieb nur Automatik | R6          | M57D30TOP   | 2993 cm³ | –                                             | 200 kW (272 PS) bei 4400 min−1 | 560 Nm bei 2000–2250 min−1 | [6,6 s]                   | [250 km/h] (1)          | 09/2004–01/2007 |
| 535d               | Limousine  | Hinterradantrieb nur Automatik | R6          | M57D30TOPTÜ | 2993 cm³ | [8,0 l/100 km 211 g/km]                       | 210 kW (286 PS) bei 4400 min−1 | 580 Nm bei 1750–2250 min−1 | [6,4 s]                   | [250 km/h]              | 01/2007–09/2010 |
| 535d               | Touring    | Hinterradantrieb nur Automatik | R6          | M57D30TOPTÜ | 2993 cm³ | [8,2 l/100 km 216 g/km]                       | 210 kW (286 PS) bei 4400 min−1 | 580 Nm bei 1750–2250 min−1 | [6,5 s]                   | [250 km/h] (1)          | 01/2007–09/2010 |

* Werte in eckigen Klammern [ ] gelten für Automatikgetriebe

## Modellpflege

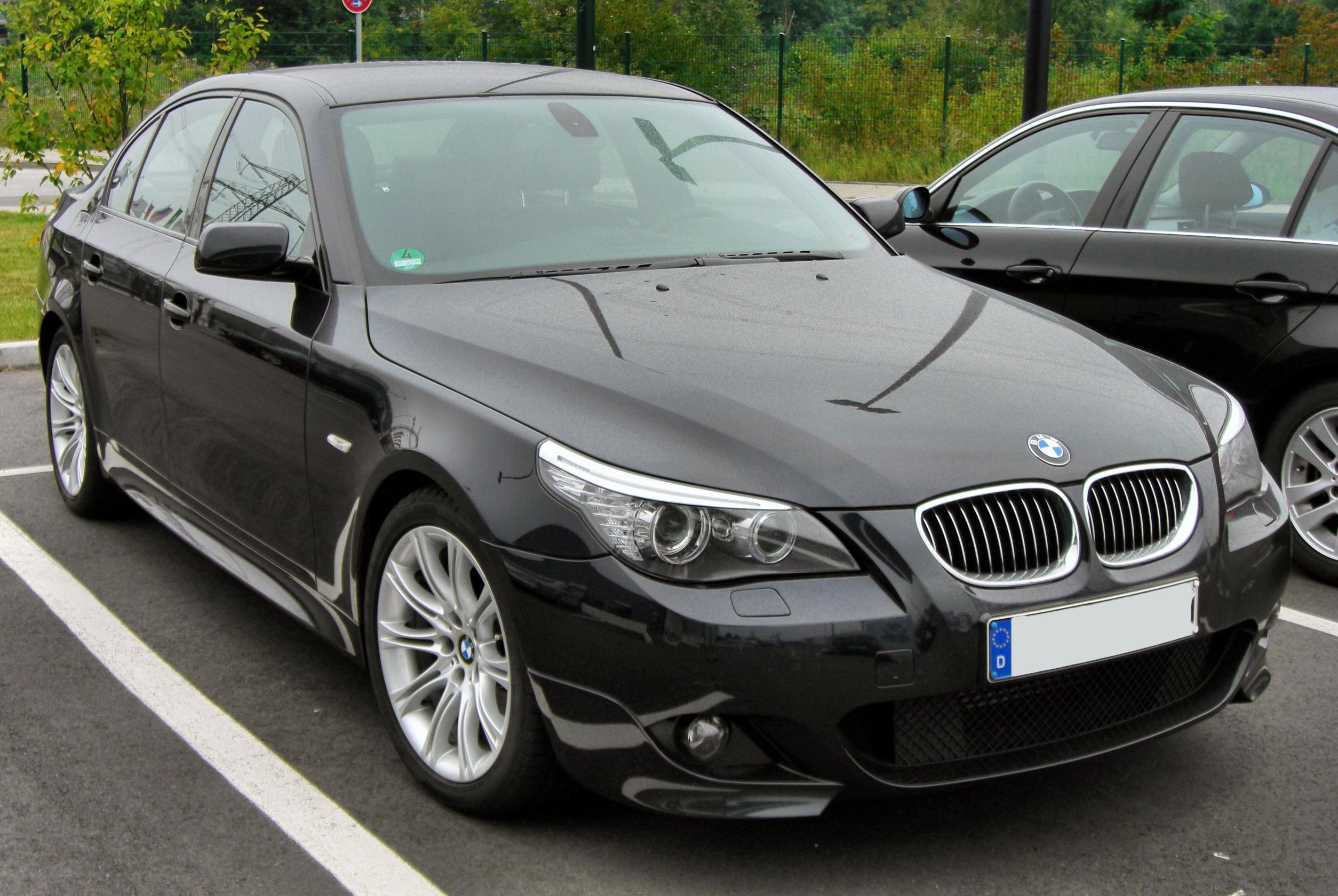
BMW 5er mit M-Sportpaket

Am 24. März 2007 wurde die überarbeitete Version des 5ers vorgestellt. Das äußere Erscheinungsbild wurde nur leicht überarbeitet. Auffälligste äußere Änderungen sind neue Stoßfänger, Rücklichter mit LED-Technik, überarbeitete Nebelscheinwerfer und Hauptscheinwerfer in Klarglasoptik, eine modifizierte Kennzeicheneinfassung in der Heckklappe. Die Einfassungen der BMW-Doppelniere liegen nun auf einer Ebene mit den Flächen der Frontschürze. Darüber hinaus ist bei der neuen BMW 5er-Limousine die Einfassung für das Kennzeichen präziser definiert.
Im Innenraum wurden die Türverkleidungen überarbeitet sowie andere Materialien gewählt. Die Bedienelemente sind in einem Perlglanzchrom-Design ausgeführt und das überarbeitete iDrive verfügt jetzt über acht frei programmierbare Favoritentasten, die mit dem BMW X5 eingeführt wurden. Zusätzliche Ablagemöglichkeiten erhöhen die Funktionalität. Auffälligstes Signal für den neuen Stil des Innenraumdesigns sind die zweifarbigen Türverkleidungen. Die Tasten für Fensterheber und Spiegelverstellung wurden nun in die Armauflage integriert.
Technische Neuerungen waren unter anderem auf Wunsch Seitenairbags für die Fondpassagiere und ebenso auf Wunsch eine Spurverlassenswarnung, Tagfahrlicht über Coronaringe, Abbiegelicht und ein 6-Gang-Sport-Automatic-Getriebe, das bis zu vier Gänge auf einmal herunterschalten kann. Dazu gehörten ein neuer Wählhebel und Schaltwippen am Lenkrad. Außerdem gibt es eine modifizierte Motorenpalette. Außer Änderungen in den Leistungsdaten wurden alle Ottomotoren bis auf die V8-Version auf Direkteinspritzung umgestellt.
Am 26. Mai 2007 kam der M5 Touring zu einem Grundpreis von 94.100 Euro dazu. Ferner gab es sichtbare Änderungen an der iDrive-Software. Das Erscheinungsbild des Menüs und des Kartenmaterials sowie einige Menüpunkte wurden geändert. Diese Änderung trug die Versionsnummer PROGMAN 25.
Darüber hinaus verfügte das Modell über eine moderne Batterieladeregelung, mit der die Batterie während der Schub- und Bremsphasen geladen wird (Bremsenergienutzbarmachung/Brake Energy Regeneration). Weitere Maßnahmen, die den Verbrauch reduzierten, waren eine Schaltpunktanzeige für Handschaltmodelle und aktiv gesteuerte Brems- und Kühlluftklappen zur Verbesserung der Aerodynamik. Als neue Motorvariante gab es den 520d (130 kW/177 PS), der 5,1 l/100 km verbraucht und 136 g CO2/km ausstößt.
Ab Herbst 2007 nähern sich bei einer Kollision die serienmäßigen aktiven Kopfstützen dem Kopf an und beugen so möglichen Halswirbelverletzungen vor.
Ab Oktober 2008 wurde das Festplatten-Navigationssystem „Professional“ mit einer neuen iDrive-Bedienung ausgeliefert und kann im Stand Filme von DVD wiedergeben. Der Monitor hat eine Auflösung von 1280×480. Über einen USB-Anschluss im Handschuhfach können Daten auf die interne Festplatte übertragen werden, von den 80 GB sind 12 GB für Musik vorgesehen. Im September 2009 erhielt der 5er geänderte Außenspiegel, um neue EU-Richtlinien zu erfüllen.

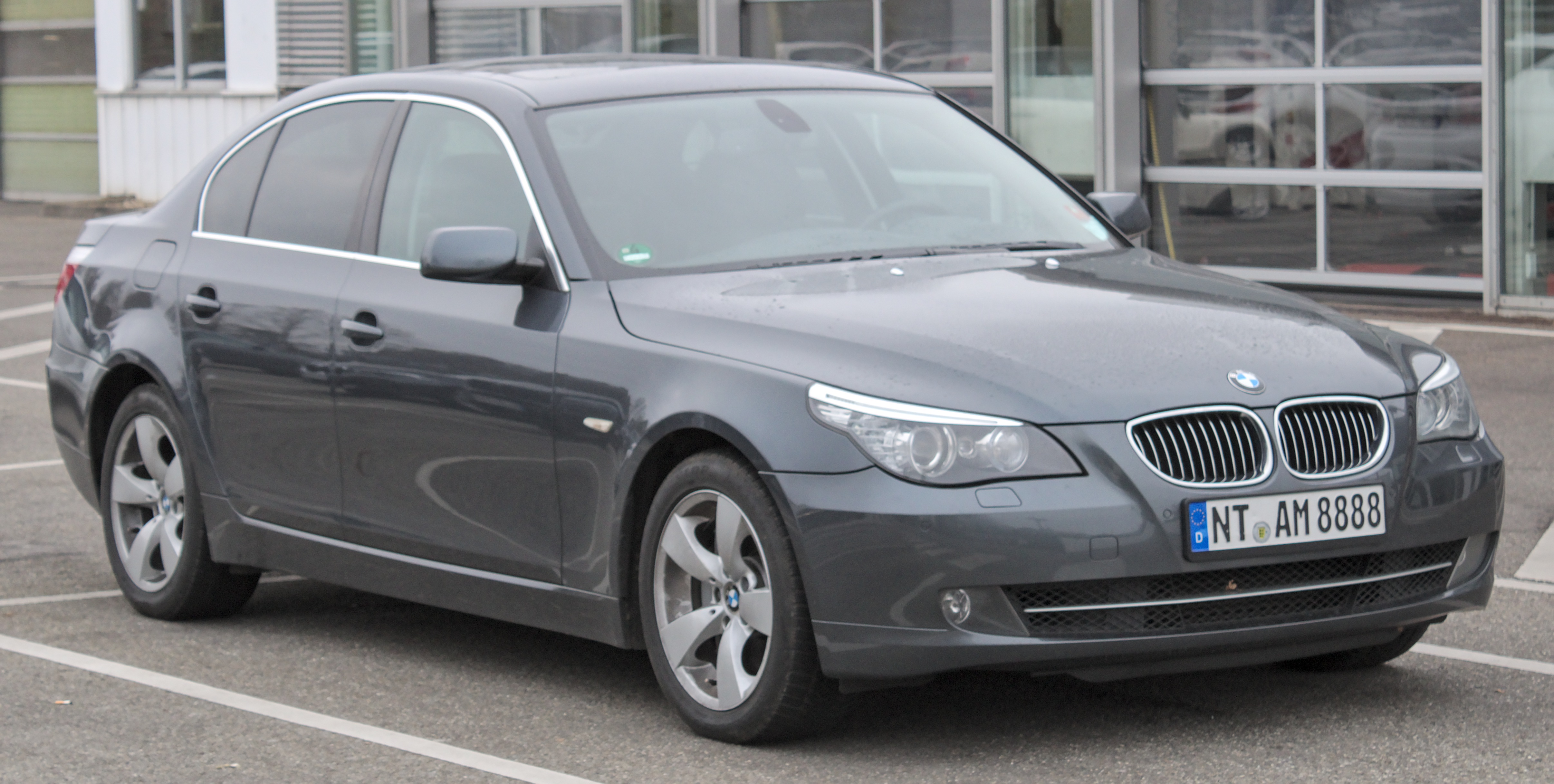
BMW 5er Limousine (2007–2010)
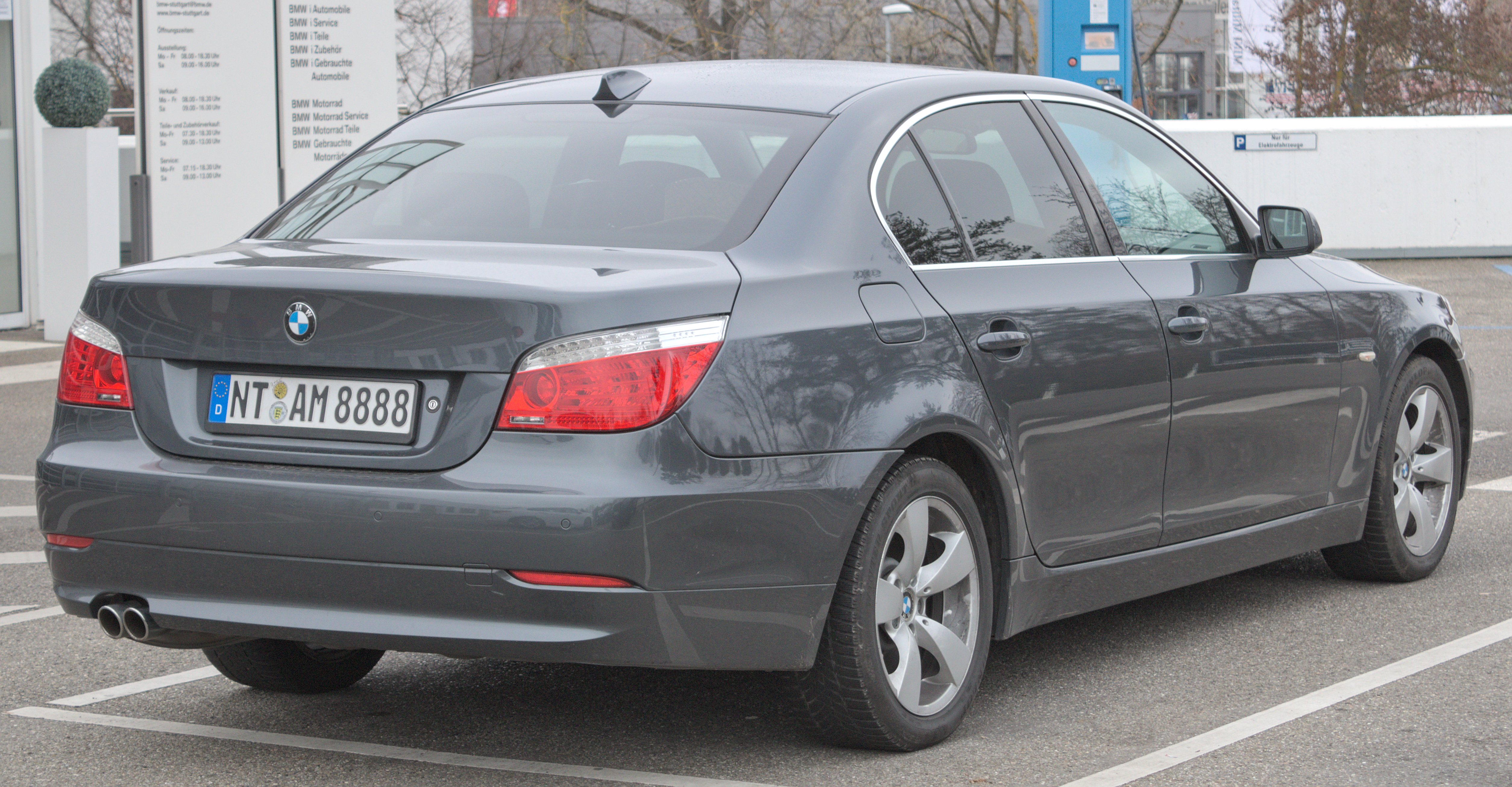
Heckansicht
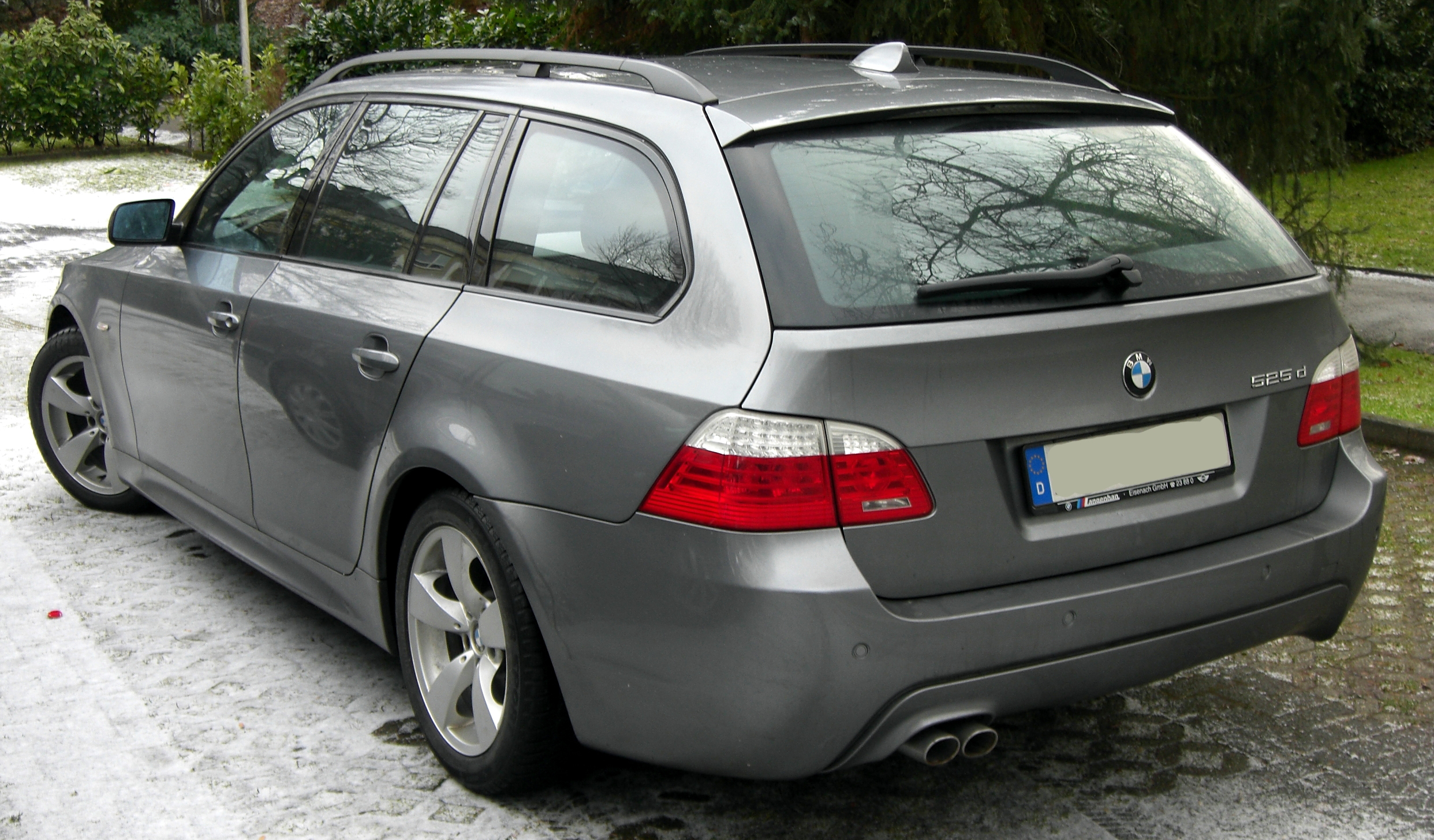
BMW 5er Touring (2007–2010; mit M-Sportpaket)
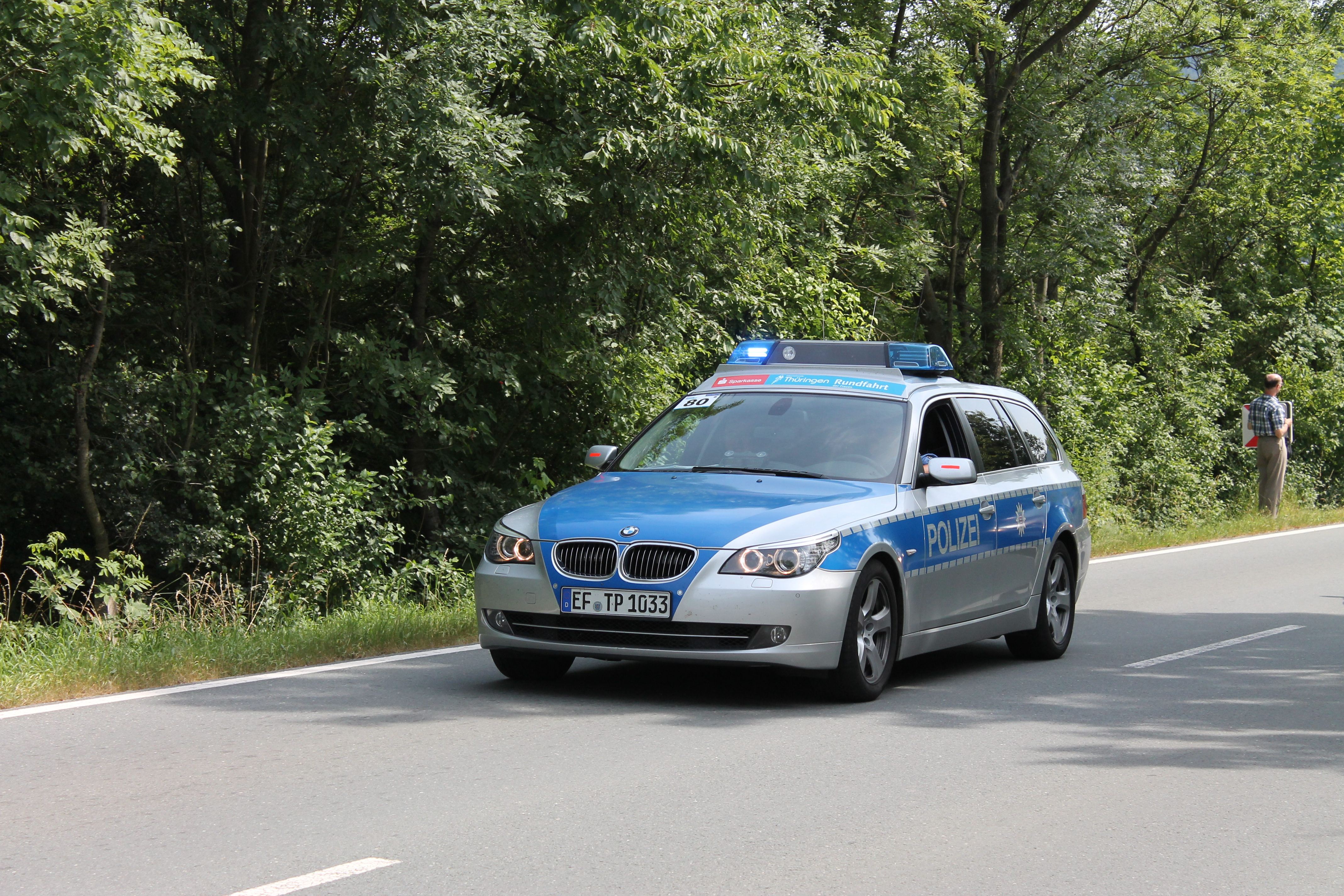
BMW 5er Touring der Polizei

## Alpina
| Modell      | Zylinder | Hubraum  | Leistung                       | Drehmoment            | Höchstgeschwindigkeit | Beschleunigung 0–100 km/h | Bauzeit         |
| ----------- | -------- | -------- | ------------------------------ | --------------------- | --------------------- | ------------------------- | --------------- |
| B5          | 8        | 4398 cm³ | 368 kW (500 PS) bei 5500 min−1 | 700 Nm bei 4250 min−1 | 314 km/h              | 4,7 s                     | 02/2005–10/2007 |
| B5 Touring  | 8        | 4398 cm³ | 368 kW (500 PS) bei 5500 min−1 | 700 Nm bei 4250 min−1 | 310 km/h              | 4,8 s                     | 02/2005–10/2007 |
| B5S         | 8        | 4398 cm³ | 390 kW (530 PS) bei 5500 min−1 | 725 Nm bei 4750 min−1 | 317 km/h              | 4,6 s                     | 09/2007–05/2010 |
| B5S Touring | 8        | 4398 cm³ | 390 kW (530 PS) bei 5500 min−1 | 725 Nm bei 4750 min−1 | 313 km/h              | 4,7 s                     | 09/2007–05/2010 |